# スターン報告
スターン報告（スターンほうこく、Stern Review）とは、2006年10月30日にイギリス政府のために経済学者ニコラス・スターン卿(Sir Nicholas Stern) によって発表された地球温暖化（気候変動）に関する報告書である。正式な表題は The Economics of Climate Change （気候変動の経済学）。地球温暖化の対策による損得、その方法や行うべき時期、目標などに対して、経済学的な評価を行っている。その内容は「早期かつ強力な対策」が経済学的にみて最終的に便益をもたらすであろうと結論づけており、イギリスおよび世界の動きに大きな影響を与えつつある。

## 目的
この報告書は2005年7月に英国財務大臣より発表され、下記のような点について首相および財務大臣に2006年の秋までに報告するように依頼された。
- 低炭素社会に移行することの経済性
- 種々の気候変動への対策のポテンシャル
- 既に発生している気候変動に対し英国の目指すべき目標

## 主な内容
報告書には、下記のような内容が記されている。

### 気候変動のリスク
- 気候変動（地球温暖化）は非常に深刻かつ全地球規模でのリスクであり、世界規模での緊急の対策を要する。
- 気候変動を無視すれば、経済発展が著しく阻害されるリスクがある。このリスクは、二度の世界大戦や20世紀の世界恐慌に匹敵する。
- 2 - 3℃の温暖化の場合、世界のGDPの0 - 3%に相当する損失が発生する。(Chap.6)

### 緩和策の便益
気候変動に対する早期かつ強力な対策の利益は、そのコストを凌駕する(ES)と表明した上で、下記のように指摘している。
- 現在行う対策の効果が現れるまでには長い時間がかかる。
- しかし今後10 - 20年間に対策は、今世紀の後半とそれ以降の時代に決定的な影響を及ぼし得る。
- 影響を完全に予測するのは難しいが、そのリスクは明白である。現時点で支払われるコストは、将来非常に重大な結果を引き起こすリスクを回避するための投資と見なされるべきである。
- 賢く投資すればこのコストは支出可能な額になり、その過程には成長と発展の幅広い可能性が存在するであろう。

### 対策しない場合の被害予測
- 今世紀半ばには、嵐や洪水、旱魃、熱波などの極端な気象現象によるものだけで被害額がGDPの0.5 - 1%に達し、温暖化が続けばなおも増加する。
- 5 - 6℃の温暖化が発生し、世界がGDPの約20%に相当する損失を被るリスクがある。

### 緩和策の費用予測
- 強力な緩和政策により、上記の被害の多くが回避可能である。
- 温暖化ガスの放出を2050年までに現在の4分の3に削減してCO2濃度を550ppmに抑えた場合、その対策コストは平均でGDPの1%程度と見積もられる。(Chap.9)

### 有効な緩和策とそれぞれの限界
報告書では有効な対策として下記を挙げている。同時にそれぞれに限界があることも指摘し、個々の対策で考えるのでなく、エネルギー供給システム全体を変えなければならないと指摘している。(Chap.9, P.227 -)
- エネルギー貯蔵 - 運輸や他の殆どの低炭素技術の活用を拡大する技術として重要である。
- 低排出な運輸手段 - 今後数十年は化石燃料ベースと考えられる。排出量を抑え、バイオマス燃料を利用することが重要である。長期的には低炭素の電力源や水素エネルギーへの移行が検討されるべきである。
- 原子力発電 - ベースロードとしては安価であるが、負荷追従運転はコストを押し上げる。停止するコストが高いため、エネルギー貯蔵手段の進歩が無い限り、負荷追従に化石燃料が用いられることが多くなるだろう。加えて、放射性廃棄物処理と核拡散が問題となる。
- 間欠性の再生可能エネルギー - 太陽光発電や風力発電などは不随意に発電するため、バックアップ電源を確保する必要性がある。この報告書ではそのためのコストも考慮しているが、市場での利用割合が大きくなれば、現在より効率的なエネルギー貯蔵システムも必要になる。
- 作物から製造するバイオマス燃料 - バイオマスは運輸、発電、工業や建築で炭素排出量の削減を可能にする。ただし現行のバイオマス燃料は農業や水資源との競合も起こし得る。ポテンシャルは大きく、仮に生産量の3分の1が運輸に利用されると道路輸送の10 - 20%を賄えるだろう。
- 炭素回収・貯留(CCS) - 長期的には利用可能な場所と容量に制限を受ける。しかし石炭など安価な燃料には重要なオプションとして今後数十年残る。
- 電力およびガス - これらの配送システムは小規模分散型の発電、コージェネレーション、水素エネルギーの導入などによって根本的に変わるだろう。

これより、全ての技術はシェアが増す毎に導入コストが増加すると同時に、技術的発展によってある程度はコストが減少すると予測されている。導入規模の効果、およびそこから促される技術革新がコストを減少させると指摘している。

### 取るべき政策
- 発電、輸送、エネルギー消費などの重要分野で、新規または改良された技術への広範な移行が必要である。(Chap.16)
- 炭素税、排出権取引、排出制限なども有効であるが、これだけでは排出量の削減効果は十分ではない。(Chap.16)
- 低排出な技術への研究開発投資をふやし、技術革新を現状よりも加速する必要がある。またその普及を加速するため、現状の数倍の助成を行うべきである。(Chap.16)
- 新しい技術の普及のため、市場以外の組織的障害を取り除く政策が必要である。(Chap.16)

## 参考資料

### 原典
- Stern Review on the Economics of Climate Change (イギリス政府、Office of Climate Change) （注：日本語版要旨も閲覧できる）

### 日本語訳
- スターン・レビューに対するコメント （アジア太平洋統合評価モデル（AIM））…報告書の国立環境研究所とＡＩＭチームの研究者グループによる日本語訳などがある。